# Каратаев, Александр Юрьевич
Алекса́ндр Ю́рьевич Карата́ев (род. 14 января 1954, Батуми) — биолог, доктор биологических наук. Профессор.

## Биография
Александр Юрьевич родился 14 января 1954 года в г. Батуми. Окончил биологический факультет Белорусского Государственного Университета в 1976 г. Обучался заочно в аспирантуре и в 1983 году защитил кандидатскую диссертацию, в 1992 году — докторскую на тему «Структура и функционирование сообществ донных и перифитонных беспозвоночных водоёмов-охладителей». С 1997 по 2000 г. А. Каратаев возглавлял кафедру общей экологии и методики преподавания биологии биологического факультета БГУ, читал курсы лекций: «Общая экология», «Гидроэкология», «Лимнология», «Глобальная экология».
Сейчас работает в США директором центра по изучению Великих озёр (Центр исследований Великих озёр Америки; США, штат Нью-Йорк, Государственный колледж в Буффало).

## Научная деятельность
А. Каратаев является признанным специалистом в области изучения биологии, экологии, паразитологии и продуктивности двустворчатого моллюска дрейссены. Совместно с американскими учёными им была разработана общая схема реакции водных экосистем на влияние дрейссены. Широко известны работы Ю. Каратаева по экологии водоёмов-охладителей, в области охраны, рационального использования и управления пресноводными экосистемами и радиоэкологии внутренних водоёмов.
А. Каратаевым опубликовано более 130 научных работ, в том числе 3 научные монографии.

### Основные труды
- Экология макробеспозвоночных водоёмов-охладителей Белоруссии. Мн., 1988
- Воздействие подогрева на пресноводные экосистемы. Мн., 1990
- Дрейссена. Dreissena polymorpha (Pall.) (Bivalvia Dreissenidae. Систематика, экология и практическое значение. М., 1994 (в соавт.)
- Karatayev, A. Y., R. G. Howells, L. E. Burlakova, and B. D. Sewell. 2005. History of spread and current distribution of Corbicula fluminea in Texas. Journal of Shellfisheries Research 24(2): 553—560.